# Toyota Series Championships
Toyota Series Championships, wcześniej Colgate Series Championships – nierozgrywany kobiecy turniej tenisowy organizowany corocznie na zakończenie roku w latach 1977 – 1982. Przestał być organizowany, gdy Virginia Slims został tytularnym sponsorem żeńskich rozgrywek tenisowych w 1983 roku.

## Historia nazw turnieju
| Rok  | Rok  | Nazwa                        |
| 1977 | 1980 | Colgate Series Championships |
| 1980 | 1982 | Toyota Series Championships  |

## Mecze finałowe

### gra pojedyncza
| Rok  | Miejsce         | Mistrzyni           | Wicemistrzyni       | Wynik         |
| 1982 | East Rutherford | Martina Navrátilová | Chris Evert-Lloyd   | 4:6, 6:1, 6:2 |
| 1981 | East Rutherford | Tracy Austin        | Martina Navrátilová | 2:6, 6:4, 6:2 |
| 1980 | Waszyngton      | Tracy Austin        | Andrea Jaeger       | 6:2, 6:2      |
| 1979 | Waszyngton      | Martina Navrátilová | Tracy Austin        | 6:2, 6:1      |
| 1978 | Palm Springs    | Chris Evert         | Martina Navrátilová | 6:3, 6:3      |
| 1977 | Palm Springs    | Chris Evert         | Billie Jean King    | 6:2, 6:2      |

### gra podwójna
| Rok  | Miejsce         | Mistrzynie                           | Wicemistrzynie                      | Wynik         |
| 1982 | East Rutherford | Martina Navrátilová Pam Shriver      | Candy Reynolds Paula Smith          | 6:4, 7:5      |
| 1981 | East Rutherford | Martina Navrátilová Pam Shriver      | Rosie Casals Wendy Turnbull         | 6:3, 6:4      |
| 1980 | Waszyngton      | Rosie Casals Wendy Turnbull          | Candy Reynolds Paula Smith          | 6:3, 4:6, 7:6 |
| 1979 | Waszyngton      | Billie Jean King Martina Navrátilová | Chris Evert Rosie Casals            | 6:4, 6:3      |
| 1978 | Palm Springs    | Billie Jean King Martina Navrátilová | Kerry Reid Wendy Turnbull           | 6:3, 6:4      |
| 1977 | Palm Springs    | Françoise Durr Virginia Wade         | Helen Gourlay Cawley Joanne Russell | 6:1, 4:6, 6:4 |